# Naoeka (uitgeverij)
Naoeka (Russisch: Нау́ка) is een Russische uitgeverij van wetenschappelijke literatuur. Het bedrijf is opgericht in 1923 als Uitgeverij van de Russische Academie van Wetenschappen. Het geeft meer dan 100 wetenschappelijke tijdschriften in het Russisch uit. Engelse vertalingen of simultane Engelstalige versies worden uitgegeven door MAIK Nauka/Interperiodica.
De naam Naoeka betekent "wetenschap".